# Bhagawati, Haliyal
Bhagawati là một làng thuộc tehsil Haliyal, huyện Uttara Kannada, bang Karnataka, Ấn Độ.